# Jez jablka, naštveš Putina!
Jez jablka, naštveš Putina! (polsky Jedz jabłka na złość Putinowi) je polská kontroverzní kampaň na podporu konzumace jablek. Vymyslel ji novinář Grzegorz Nawacki. 

## Vznik
Vznikla poté, co Rusko zakázalo dovoz ovoce z Polska v reakci na embargo vyhlášené Evropskou unií. Akci chválil a podporoval také samotný polský ministr zemědělství Marek Sawicki.